# Onthophagus micropterus
Onthophagus micropterus é uma espécie de inseto do género Onthophagus, família Scarabaeidae, ordem Coleoptera.

## História
Foi descrita cientificamente por Zunino & Halffter em 1981.